# Jak 3
Jak 3 es un videojuego de acción y aventura de plataformas desarrollado por Naughty Dog y publicado por Sony Computer Entertainment para PlayStation 2. El juego es la secuela de Jak II y sirve como conclusión de la trilogía. La historia de los juegos anteriores continúa cuando el jugador asume el doble papel de los protagonistas recurrentes Jak y Daxter. Agrega nuevas armas, dispositivos y áreas jugables. El juego fue seguido por Jak X: Combat Racing.

## Argumento

### Ambientación
Al igual que sus predecesores, Jak 3 toma lugar en un universo sin nombre ficticio creado por Naughty Dog.
La ambientación de este Jak sufre un enorme cambio respecto a Jak II. Ya no veremos una ciudad ajetreada, rica en vegetación en algunas zonas, y con naves por todas partes. La nueva ciudad será un lugar de continua lucha a 3 bandas entre la robots guardia carmesí, cabezachapas y el ejército de la liga de la libertad. La guerra ha dividido esta ciudad en 4 partes:
- la zona noreste (Nueva Villa Refugio) y sur (puerto de Villa Refugio) para el ejército de La Liga de la Libertad.
- la parte oeste (ciudad de los cabezachapas) y noroeste (ruinas de Villa Refugio) para los cabezachapas.
- la parte central (antiguo palacio del Barón Praxis). En esta zona no se puede entrar porque sus entradas están destruidas. Se supone que está tan destruida que nadie puede atravesarla ni controlarla.
- la este (zona industrial de Villa Refugio) para los robots de la guardia carmesí.
Al final del juego solo la parte sur está controlada por La Liga de la Libertad y la oeste por los cabezachapas, el resto de lugares está en lucha y nadie puede ganar esta batalla.
Jak, sin embargo durante el cambio del Jak 2 al 3, es desterrado al desierto acusado por Veger de ayudar a los enemigos solo porque desconfiaba de los poderes de Jak. En el desierto encuentra la gran ciudad de los Esteparios (Spargus), que son renegados de Villa Refugio y que no son nada amables pero, aun así, leales, con lo que no dudarán en ayudar a su antigua ciudad.
Objetos
Amuleto: llamada a spargus
Pase a spargus: para salir a la estepa
Sello de Mar: activa algunos artefactos
Turbotabla: sirve para desplazarse
Cifrador de grabados: Abrir la entrada a la fábrica bélica de la guardia carmesí
Holocubo: es un artefacto del astroscopio que sirve para activarlo y se necesita más de un artefacto
Generador de rayos: es un artefacto del astroscopio que sirve para activarlo y se necesitan más de un artefactos
Prisma: es un artefacto del astroscopio que sirve para activarlo y se necesitan más de un artefactos
Reflector cuántico: es un artefacto del astroscopio que sirve para activarlo y se necesitan más de un artefactos 
Mapa del tiempo: se introduce en el astroscopio
Cristales de eco oscuro:  activa las tecnologías precursor más importantes (combinados con cristales de eco luminoso generan poderosas energías)
Cristales de eco luminoso: activa las tecnologías precursor más importantes (combinados con los cristales de eco oscuro generan poderosas energías)
Potente esfera de eco: se introduce en el robot precursor para darle poder al final de las catacumbas
Armaduras
Jak va armado con una armadura precursor y van divididas en:
Guantes: se colocan en las manos (dos bolas extra de salud)
Perneras: se colocan en las piernas (dos bolas extra de salud)
Hombreras: se colocan en el otro hombro sin armadura (dos bolas extra de salud)
Peto: se colocan en el pecho (dos bolas extra de salud)
Poderes.

Jak Oscuro.
Bomba Oscura
Jak Oscuro saltará y golpeará con su puño al suelo provocando una onda de eco oscuro que aniquilará a todo lo que se encuentre en el área.

Explosión Oscura
Jak Oscuro saltará y comenzará a lanzar rayos de eco oscuro en el área.

Puñetazo oscuro
Jak Oscuro recargará en sus puños eco oscuro y los lanzará como si fueran dos proyectiles de eco oscuro y sirve para provocar daño a los enemigos y romper muros

Invisibilidad Oscura
Jak Oscuro se hará invisible. Sirve para camuflarse durante 22 segundos.
Jak luminoso
Regeneración luminosa
Jak luminoso recibirá un rayo azul encima y recuperará la vida que ha perdido. Esto ocurre mientras el tiempo se detiene.
Supercongelación luminosa
Jak Luminoso se transformará y ralentizará como para pasar por áreas con trampas de alta velocidad o como para hacer que tus enemigos se muevan más lento
Escudo luminoso
Jak se transformará y creará un escudo que le protegerá de los daños
Vuelo luminoso
Jak se transformará y le crecerán alas luminosas que le permiten llegar a sitios lejanos. No dura mucho tiempo y no llega a volar tan alto.

Vehículos
Caparasaurio: El coche inicial que solo sirve para carreras 
Arenatiburon: El segundo coche que se consigue en el juego y es el vehículo protagonista es rápido salta bajo y tiene metralletas que solo dispara al frente
Saltadunas: El tercer coche del juego, posee gran velocidad y es capaz de dar grandes saltos, pero no tiene mucha resistencia y los lanza granadas que posee no son muy precisos.
Pisoteador de gila: Vehículo lento pero con una enorme resistencia y gran capacidad de disparo debido a la ametralladora dirigible por calor que monta en la parte trasera.
Demoledor: Es pesado, resistente y lento, pero gracias su turbo ilimitado y su arma dirigible mediante calor se convierte en un vehículo letal.
Aullador del desierto: Coche resistente que cuenta con dos metralletas montadas al frente.
Buscalorico: Es un coche bien armado con armaduras y con sus metralletas gemelas en frente
Diablo del polvo: Es el más rápido de los coches del juego y cuenta con dos lanzagranadas.
Los 5 primeros están en el mismo orden en el que aparecen en el juego y se desbloquean mediante misiones, mientras que por los tres últimos hay que paga
Lugares
Lugares Del primer Mapa
[Desierto La estepa] es un desierto muy peligroso que ocurre muchas tormentas de arena enemigos con coches ahí puedes usar vehículos [Vehículos que se usan] todos los vehículos
[Spargus] Es una ciudad muy antigua donde viven esteparios y el padre de Jak [Damus] que es el rey de spargus [Vehículos que se usan] Los saltarines , hay un cheats para colocar un Vehículo del desierto en Spargus
[Nido de los cabezachapas del desierto] es el nido de los cabezachapas y unos huevos [Vehículos que se usan] Pisoteador de Gila
[Templo] Es un templo que hay cosas precursor y un atajo para llegar a Villa Refugio [Vehículos que se usan] Saltadunas y la turbotabla
[Arena de Spargus] es la arena que tienes que combatir con los enemigos que puedas [Vehículos que se usan] Los Saltarines 
[Habitación del rey] es donde vive el rey [Vehículos que se usan] Ninguno
Lugares del segundo Mapa
[Villa Refugio] Es una ciudad del futuro que está dividida en 4 [Vehículos que se usan] Coches voladores 
[Cloacas de Villa Refugio] Son cloacas que hay máquinas de asalto Cabezachapa y la guardia carmesí [Vehículos que se usan] Turbotabla
[Ruinas de palacio de Villa Refugio] Fue un Palacio De Carrera Cuando La guardia carmesín destruyó el palacio también encontrarás las catacumbas [Vehículos que se usan] Demoledor, Turbotabla
[Nave oscura] Es una nave espacial que hay oscuradores y te encontrares con Error [Vehículos que se usan] Ninguno
[Torre de los cabezachapas] están los cabezachapas y los oscuradores y después destruir la torre [Vehículos que se usan] Ninguno
[Bosque De Villa Refugio] Es un bosque que hay un astrocopio, pilares, plantas oscuras y oscuradores [Vehículo que se usan] Turbotabla
[Base de la libertad] es una base que da informaciones y misiones y helipuerto [Vehículos que se usan] nave de la guardia carmesí
[Fábrica bélica de Villa Refugio] Es una fábrica en el cielo que crean bots y te enfrentan a Error [Vehículos que se usan] Nave de la guardia Vehículo construido por la guardia carmesí Nombre desconocido

## Armas
El arma que se usa en el juego es la misma que la usada en el anterior juego de la saga, con la diferencia de que cada uso del arma cuenta con tres mejoras, la inicial, que coincide con la del Jak II, y dos mejoras más.

### Modo Rojo: Potencia (Eco Rojo)
Fase 1 Dispersora: Lanza una onda de choque que causa daño de área frente a Jak. Eficaz si te encuentras frente a una gran cantidad de enemigos.
Fase 2 Ondulador: Crea una onda de choque alrededor de Jak, que será mayor cuanto más tiempo se cargue el arma. Es muy eficaz estando rodeado, pero si se carga durante mucho tiempo consume mucha munición.
Fase 3 RPG plasmita: Lanza granadas bastante mortíferas que consumen 10 de munición roja.

### Modo Amarillo: Distancia(Eco Amarillo)
Cuenta con láser para mayor precisión.
Fase 1 Bláster: Rifle con bastante cadencia de disparo.
Fase 2 Reflector de Rayos: Las balas de la bláster ahora rebotan en paredes y obstáculos, haciendo que sea impredecible y muy mortífera para los enemigos
Fase 3 lanzador giratorio: Se lanza un disco giratorio que dispara en círculo hasta 50 balas y se puede detener si se desea.

### Modo Azul: Velocidad(Eco Azul)
Monta también láser.
Fase 1 Furia volcánica: Ametralladora con gran cadencia de disparo, eleva a los enemigos que alcanza. Gasta bastante munición debido a su gran cadencia de disparo.
Fase 2 Empuñadura del arco: Lanza un haz de electricidad que abrasa a los enemigos.
Fase 3 Pinchador: Las balas de la furia volcánica ahora rastrean enemigos.

### Modo Morado/Oscuro: Destrucción
Fase 1 Pacificador: Lanza una bola de eco oscuro que causa gran cantidad de daño en forma de electricidad. 
Fase 2 Inversor de Masas: Suspende la gravedad en un área determinada. 
Fase 3 Super Nova: Asesina a todos los enemigos que rodeen a Jak de forma inmediata.

## Personajes

### Jak
Jak o Mar por su padre descubierto en Jak 3 en el juego tiene 18 años y es el protagonista, junto a su compañero Daxter. Cuando llegan por primera vez a Villa Refugio, Jak es capturado por la Guardia Carmesí y se convierte en el proyecto "Guerrero Oscuro" del Barón Praxis durante dos años. Se convierte en objeto de varios experimentos, dándole finalmente la habilidad de transformarse en Jak Oscuro, una forma monstruosa que es despertada cuando reúne el suficiente Eco Oscuro. Fue desterrado a la estepa por Veger, fiel seguidor del barón Praxis, ya que este culpó a Jak de que los cabezachapas entraran en la ciudad. Desterrado de su hogar y rescatado por renegados/exiliados se ve obligado a reiniciar su vida, ahora más difícil, con la esperanza de volverse a encontrar y vengarse de aquel que lo desterró.su signo es sagitario.

### Daxter
Daxter fue un humano que debido a un accidente se transformó en un híbrido de nutria-comadreja (Precursor). En el juego es el alivio cómico. Daxter buscó a Jak durante dos años, y finalmente le ayuda a escapar al principio del Jak 2. Daxter se niega a dejar a su fiel amigo por lo que lo sigue y es desterrado junto a él y Pecker a la estepa donde enfrentaron muchos peligros. Su signo es géminis.

### Pecker
Pecker híbrido de loro y mono, traductor de Onin, con poca paciencia y poco respeto a cualquier otro que no sea él mismo. Discutirá con Daxter en muchas ocasiones, debido a sus personalidades opuestas. En esta entrega será consejero de Damas, el rey de Spargus.

### Ashelin
Ashelin es hija del Barón Praxis, miembro y líder oficial de la Liga de la Libertad. Se convierte en una pieza clave durante la guerra, ya que ella es la única que puede controlar a Veger, líder del consejo de Villa Refugio. Durante este juego se enamora de Jak por lo que le da un rastreador para encontrarlo después del destierro (destruido por los esteparios al encontrar a Jak).

### Rey Damas
El Rey Damas es Rey de Spargus, rescata a Jak, Daxter y Pecker en la estepa tras ser desterrados por el Conde Veger, Fue Rey de Villa Refugio pero fue traicionado y desterrado a la estepa por el Baron Praxis, Es el padre de Jak pero ninguno de los dos lo sabían salvo Veger y Jak lo sabe cuando muere Damas.

### Kleiver
Kleiver es el Jefe y dueño de los vehículos de Estepa, le da trabajos y vehículos a Jak,y tiene malas pulgas con Daxter.

### Samos
Samos, Sabio del eco verde, vigilante de Jak y Daxter en El Legado de los Precursores, desaparecido tras haber entrado en el Portal de la Grieta. Jak y Daxter lo buscarán hasta encontrarle, casualmente meses después de la liberación de Jak, en la prisión del palacio. Ayuda a Jak a entrar a Nueva Villa Refugio (New Heaven City) al encontrárselo por primera vez meses después del destierro.

### Keira
Keira, hija de Samos y excelente mecánica por la que Jak' siente algo más que una amistad. Desaparecida tras su llegada a Villa Refugio. Cuando Jak y Daxter la encuentran, les revela que durante dos años ha estado trabajando en el medio de volver a su tiempo construyendo una réplica de la máquina que les llevó a la ciudad. Financió su proyecto secreto montando un equipo de carreras. Se encuentra pocos meses después del destierro a Jak y Daxter y desde entonces lo ayuda a combatir contra las otras facciones.

### Torn
Torn, segundo de mando en La Liga de La Libertad y antiguo miembro de la Guardia Carmesí que desertó al no compartir los ideales del Barón Praxis. Fiero guerrero y hábil estratega, luchará hasta poner fin a la guerra de Villa Refugio.

### Seem
Seem es un seguidor, descubridor y protector de los secretos de los Precursor.

### Sig
Sig es ciudadano de Spargus mandado por el Rey Damas como espía a Villa Refugio, estuvo en dos oportunidades con Jak y Daxter combatiendo Cabezachapas.

### Tess
Tess aparece en los principios del Jak 2 y le ayuda con armas a Jak, y está enamorada de Daxter.

### Vin
Vin es un amigo de Jak y Dax que en Jak 3 vuelca su cerebro a la red de eco.

### Conde Veger
Líder del consejo de Villa Refugio, también trabaja en secreto con los cabezachapas aunque su interés no es unirse a ellos, sino hacerse con el control de toda la ciudad echando a los líderes de La Liga de la Libertad. Además, también ansía conocer a los Precursor hasta que se convierte en uno de ellos por ellos mismos como castigo.

### Errol
En "Jak II" es el líder de la Guardia Carmesí. Tras perder una carrera contra Jak en el circuito, sufre un accidente al estrellarse contra barriles de una sustancia peligrosa (Eco Oscuro), al intentar atropellar a Jak, en el que su cuerpo es destrozado (destruido, casi desintegrado) para finalmente ser sustituido por metal. Tras esta desgracia solo quiere tomar control/acabar con la vida en la tierra y más aún con Jak.

## Duración
El juego es más largo que su predecesor, llegando a alcanzar 12-13 h. o más si se consiguen todos los extras. Además, la cantidad de minijuegos ha aumentado.

## Crítica
A continuación se muestran las notas del juego por parte de páginas especializadas:
Meristation: 8.5, IGN.com lo calificó de Increíble y le dio un 9.6, Metacritic le otorgó un 88 de 100 , Vandal Online le dio un 9 , Greatest Hits lo Calificó y le dio un 9,9

## La saga no se cierra...
Aunque la trilogía se cerró, Naughty Dog declaró a la prensa que seguirían apareciendo juegos basados en la franquicia. Posteriormente, Naughty Dog lanzó en 2005 Jak X: Combat Racing, un juego que abandonaba la línea de la saga para convertirse en un juego de carreras de coches en el cual aparecían personajes de la saga. No obtuvo tan buenas críticas como los anteriores Jak.
En 2006, se lanzó Daxter, la historia de su fiel compañero que narra como lo estuvo buscando durante los 2 años intermedios entre Jak and Daxter: The Precursor Legacy y Jak II: Renegade.
En 2009, se lanzó Jak & Daxter: The Lost Frontier para PSP y PlayStation 2, que no fue creado por la misma empresa la cual lo calificaron con un 4,6 , que cuenta lo sucedido después del final de Jak 3 y antes de los acontecimientos de Jak X.
Además de estos títulos nuevos, en una entrevista de IGN los directores de Ready at Dawn afirmaron que en cooperación y colaboración de Naughty Dog trabajarían en lo que se conocería como el futuro Jak and Daxter para la PS3. Aunque las esperanzas se rompieron al confirmarse que esta noticia era una de las bromas planeadas en "April's Fools Day" (día de los inocentes/bufones).
A pesar de las esperanzas perdidas en el mes de abril con el anuncio falso de IGN, unos pocos meses después en la conferencia de Videojuegos E3 se anunció, por fin, que saldría un juego de Jak para PS3. Para la sorpresa de los espectadores, en el juego no solo se encontrarán Jak y Daxter sino que se encontrarán los personajes principales de las sagas Ratchet y Clank y Sly Cooper. El estilo de juego será parecido al visto en juegos como Ratchet Gladiator o Sports Champions. El argumento del juego se basa en lo siguiente: cada personaje se encuentra en sus respectivos Universos (algo alejadas entre sí). Un misterioso dúo con una máquina especial crea una realidad extraña en donde se encuentran los tres planetas unidos. Tras un inicio en donde los 6 personajes se encuentran por primera vez (casi terminando en una batalla) Nuestros personajes, sin saber qué pasa, son supuestamente invitados a una competencia inter-universal por sus extraordinarias habilidades. Los personajes se dan cuenta de que han sido víctimas de una trampa y se dan cuenta de que el misterioso dúo está creando una máquina destruye-universos. Ahora los personajes se encuentran en una gran batalla para poder salvar sus planetas y en una lucha por su supervivencia.
Tras estos 2 últimos juegos (considerados un fracaso por parte de los fanes) en una entrevista sobre Uncharted 3: Drake's Deception, el director ejecutivo señaló que se estaba trabajando en un recopiltatorio HD para PS3 de los 3 primeros juego que contara con soporte 3D y compatibilidad con Playstation Move. Probablemente, este recopilatorio, de seguimiento a un "Jak 4" mediante la muestra de un Teaser Tráiler como es tradición de Sony respecto a recopilatorios de PS2, como lo visto con Sly Cooper Collection.